# Association of Certified International Investment Analysts
In der Association of Certified International Investment Analysts (ACIIA) sind 37 Verbände von Finanzmarktexperten (Investment Professionals) in Asien, Europa und Lateinamerika zusammengeschlossen. Die ACIIA verfolgt das Ziel, mit dem CIIA-Programm eine internationale Qualifizierung auf hohem Niveau anzubieten und gleichzeitig die nationalen Besonderheiten der lokalen Märkte einzubeziehen.

## Ethische Prinzipien
Mit ihren Grundsätzen ethischen Verhaltens will die ACIIA weltweit relevante Standards für Finanzmarktanalysten setzen und bei ihren Mitgliedern die Entwicklung nationaler Normen fördern. Der Verband erwartet von Investment-Analysten Professionalität und ethisches Verhalten als Grundlage ihrer Arbeit. Außerdem fordert er ihre Unabhängigkeit von externem Einfluss, der ihre Objektivität einschränken könnte.

## Gliederung
In Deutschland ist die Deutsche Vereinigung für Finanzanalyse und Asset Management der ACIIA angeschlossen und für die Qualifizierung zum CIIA akkreditiert.

### Mitgliedsvereinigungen
| Algerien       | Association Professionnelle des Banques et des Etablissements Financiers           |
| Asien          | Asian Securities and Investment Federation (ASIF)                                  |
| Argentinien    | Instituto Argentino de Ejecutivos de Finanzas                                      |
| Belgien        | ABAF - Association Belge des Analystes Financiers                                  |
| Brasilien      | Associação dos Analistas e Profissionais de Investimento do Mercado de Capitais    |
| China          | The Securities Association of China                                                |
| Deutschland    | Deutsche Vereinigung für Finanzanalyse und Asset Management                        |
| Europa         | European Federation of Financial Analysts Societies (EFFAS)                        |
| Finnland       | The Finnish Society of Financial Analysts                                          |
| Frankreich     | Société Française des Analystes Financiers                                         |
| Griechenland   | Hellenic Association of Certified Stockmarket Analysts                             |
| Großbritannien | Chartered Institute for Securities & Investment                                    |
| Hongkong       | Hong Kong Securities and Investment Institute                                      |
| Indien         | Association of International Wealth Management of India                            |
| Indien         | Council for Portfolio Management and Research                                      |
| Italien        | Associazione Italiana degli Analisti e Consulenti Finanziari                       |
| Japan          | The Securities Analysts Association of Japan                                       |
| Kenia          | Institute of Certified Securities and Investments Analyst                          |
| Korea          | The Korea Certified Investment Analysts Association                                |
| Litauen        | Financial Analysts Association                                                     |
| Marokko        | Société Marocaine des Analystes Financiers                                         |
| Mexiko         | Instituto Mexicano de Analistas, Asesores y Administradores del Mercado Financiero |
| Niederlande    | Beroepsvereniging van Beleggingsprofessionals                                      |
| Nigeria        | Chartered Institute of Stockbrokers                                                |
| Österreich     | Österreichische Vereinigung für Finanzanalyse und Asset Management                 |
| Peru           | Asociación Peruana de Finanzas                                                     |
| Polen          | Polish Association of Brokers and Investment Advisers                              |
| Portugal       | APAF - Associação Portuguesa de Analistas Financeiros                              |
| Rumänien       | Romanian Association of Financial-Banking Analysts                                 |
| Russland       | The Guild of Investment and Financial Analysts                                     |
| Spanien        | Spanish Institute of Financial Analysts                                            |
| Schweden       | The Swedish Society of Financial Analysts                                          |
| Schweiz        | Swiss Financial Analysts Association                                               |
| Taiwan         | The Securities Analysts Association, Chinese Taipei                                |
| Tunesien       | Tunisian Association of Financial Analysts ATAF                                    |
| Ukraine        | The Ukrainian Society of Financial Analysts                                        |
| Vietnam        | Securities Research and Training Centre, State Securities Commission of Vietnam    |